# Pont de Molins
Pont de Molins – gmina w Hiszpanii, w prowincji Girona, w Katalonii, o powierzchni 8,63 km². W 2011 roku gmina liczyła 538 mieszkańców.